# Трећа влада Аврама Петронијевића

## Чланови владе
| Функција                                         | Слика | Име и презиме      | Детаљи                         |
| ------------------------------------------------ | ----- | ------------------ | ------------------------------ |
| Књажески представник и попечитељ иностраних дела |       | Аврам Петронијевић | до 8/20.6. 1843.               |
| Књажески представник и попечитељ иностраних дела |       | Алекса Јанковић    | заступник, до 24.9/6.10. 1843. |
| Попечитељ внутрени дела                          |       | Тома Вучић Перишић | до 8/20.6. 1843.               |
| Попечитељ внутрени дела                          |       | Илија Гарашанин    | отправник дужности             |
| Попечитељ правосудија и просвештенија            |       | Паун Јанковић      |                                |
| Попечитељ финансија                              |       | Павле Станишић     |                                |